# Wolf 1061c
Wolf 1061c ou WL 1061c é um exoplaneta orbitando dentro da zona habitável de Wolf 1061, uma estrela anã vermelha localizada a cerca de 13,8 anos-luz (4,29 pc) de distância a partir da Terra, na constelação de Ophiuchus. É o segundo planeta em ordem de afastamento de sua estrela hospedeira em um sistema planetário triplo, e tem um período orbital de 17,9 dias. Wolf 1061c é um exoplaneta classificado como uma superterra devido o seu raio estimado ser maior do que 1,5 raio terrestre.

## Características
Wolf 1061c é considerado para ser um planeta rochoso, provavelmente é uma superterra devido a sua massa ser cerca de 4,3 vezes a massa da Terra. Ele tem um período orbital de 17,9 dias, com uma gravidade de superfície estimada em torno de 1,6 vezes maior do que a da Terra.
Em termos astronômicos, o sistema Wolf 1061 está relativamente perto da Terra, a apenas 13,8 anos-luz de distância. Isso o torna em dos exoplanetas confirmados potencialmente habitáveis mais próximos da Terra, atraindo o interesse dos astrônomos. Enquanto que o exoplaneta não confirmado mais próximo é Tau Ceti e, que encontra-se a 11,90 anos-luz.
A sua descoberta foi anunciada em 17 de dezembro de 2015, na sequência de um estudo que utilizou 10 anos de arquivos de espectros da estrela Wolf 1061 usando o espectrógrafo HARPS ligado ao telescópio de 3,6 metros do ESO no Observatório Europeu do Sul em La Silla, Chile.

## Habitabilidade
A distância orbital do planeta de sua estrela hospedeira é de 0,084 UA (assumindo uma pequena excentricidade) encontra-se na borda interna da zona habitável de sua estrela, que se estende aproximadamente de 0,073 à 0,190 UA (para comparação, a zona habitável do Sol é aproximada de 0,5 a 3,0 UA por sua diferente emissão de energia). Devido está tão perto da estrela, é provável que seu movimento de rotação seja bloqueado, o que significa que um lado, enfrenta permanentemente a estrela e o outro lado enfrenta permanentemente a escuridão. Embora que este cenário poderá resultar em diferenças extremas de temperatura do planeta, o terminador de linha que separa o lado iluminado e o lado escuro poderia ser potencialmente habitáveis, medida que a temperatura nesta região seria adequado para a existência de água líquida. Além disso, uma muito maior parte do planeta também poderia ser habitável se ele tiver uma atmosfera suficientemente espessa para facilitar a transferência de calor para fora a partir do lado voltado para a estrela. De acordo com o Índice de Similaridade com a Terra (ESI) do PHL Wolf 1061c só é 0,76 comparável ao de Gliese 581 g, KOI-2474.01, KOI-2469.01 e KOI-2992.01. Em janeiro de 2016, Wolf 1061c estava classificado como o quarto planeta na zona habitável conservadora e global, incluindo planetas localizados na zona habitável otimista, Wolf 1061c não iria mesmo estar no top dez em semelhança com a Terra.